# Ibrahim Baré Maïnassara
Ibrahim Baré Maïnassara  (Maradi, 9 de maio de 1949 - Niamey, 9 de abril de 1999), militar e político do Níger, presidente de seu país entre 1996 e 1999.

## Formação e carreira militar
Nasceu numa localidade localizada 550 quilómetros ao este de Niamei. Pertencia à etnia hauçá (majoritária no Níger e presente sobretudo no sul, ao longo da fronteira com Nigéria). Realizou estudos primários em Niamey, seguidos de formação militar em Madagascar e na França, antes de converter-se em 1974, aos 25 anos, em ajudante-de-campo do presidente Seyni Kountché.
Em 1976, foi nomeado comandante da guarda presidencial. Dois anos mais tarde, assumiu como comandante da companhia de paraquedistas de Niamey. Em 1984 foi designado chefe do terceiro comando do Estado Maior das Forças Armadas. De 1986 a 1987, o coronel Maïnassara foi agregado militar na embaixada do Níger em Paris, antes de exercer ministério da Saúde (1987-1990). De 1990 a 1992, foi embaixador na Argélia. Em 1992 voltou ao Níger para converter-se em conselheiro de defesa do primeiro-ministro de transição Cheiffou Amadou (1991-1993). Depois das primeiras eleições presidenciais democráticas, em abril de 1993, foi nomeado chefe do Estado maior particular do presidente Mahamane Ousmane em junho daquele mesmo ano.
Entre 1994 e 1995, fez um curso no Colégio Interarmées de Defesa em Paris, dantes de ser nomeado, em março de 1995, como chefe do Estado maior do Exército nigerino pelo premiê Hama Amadou, que o conhecia bem, já que este tinha sido diretor de gabinete do presidente Kountché.
As eleições parlamentares de janeiro de 1995 deram como resultado a coalizão entre o presidente Ousmane e um parlamento controlado por seus opositores, liderados pelo premiê Amadou. A rivalidade entre Ousmane e Amadou paralisou o governo, e Maïnassara tomou o poder em 27 de janeiro de 1996, mediante um golpe de Estado militar, alegando como justificativa a difícil situação política. Ibrahim Maïnassara governou o país até ser assassinado durante o golpe militar de abril de 1999.